# Торбе (Верона)
Торбе је насеље у Италији у округу Верона, региону Венето.
Према процени из 2011. у насељу је живело 393 становника. Насеље се налази на надморској висини од 393 м.